# Вишенський (Гомельський район)
Вишенський (біл. Вішанскі) — селище в Єроминській сільській раді Гомельського району Гомельської області Республіки Білорусь.

## Географія

### Розташування
Селище розташоване за 5 км на північ від Гомеля та за 7 км від залізничної станції Гомель-Пасажирський.

## Транспортна мережа
Поруч з селищем пролягає автошлях Довськ — Гомель. Планування складається з трохи вигнутої вулиці, яка орієнтована з південного сходу на північний захід, яка на півночі приєднується до центру прямолінійної вулиці, орієнтованої з південного заходу на північний схід. Забудована двосторонньо, дерев'яними будинками садибного типу.

## Історія
Засноване на початку XX століття переселенцями із сусідніх сіл. У 1926 році у Костюковській сільській раді Гомельського району Гомельського округу. 
1930 року мешканці селища вступили до колгоспу. Під час німецько-радянської війни 30 мешканців загинули на фронті.
У 1968 році до селища приєднано селище Нове. У складі колгоспу імені XXII з'їзду КПРС (центр — село Єромине).

## Населення

### Чисельність
- 2009 — 290 мешканців.